# 2. division 2016
La 2. division 2016 è  il campionato di football americano di terzo livello, organizzato dalla DAFF.
Gli Holbæk Red Devils si sono ritirati e hanno pertanto perso tutti gli incontri 50-0 a tavolino.

## Squadre partecipanti
| Club                      | Città         | Stadio | Sponsor ufficiale | Risultato nella stagione 2015 |
| ------------------------- | ------------- | ------ | ----------------- | ----------------------------- |
| Frederikssund Oaks        | Frederikssund |        |                   |                               |
| Herning Hawks             | Herning       |        |                   |                               |
| Holbæk Red Devils         | Holbæk        |        |                   |                               |
| Kronborg Knights          | Helsingør     |        |                   |                               |
| Odense Thrashers          | Odense        |        |                   |                               |
| Ørestaden Spartans        | Kastrup       |        |                   |                               |
| Søllerød Gold Diggers U21 | Rudersdal     |        |                   |                               |
| Sønderborg Sergeants      | Sønderborg    |        |                   |                               |

## Stagione regolare

### Calendario

#### 1ª giornata
| Frederikssund 9 aprile 2016, ore 14:00 | Frederikssund Oaks | 38 – 0 referto | Sønderborg Sergeants | Ådalens Skole |

| Holbæk 10 aprile 2016, ore 14:00 | Holbæk Red Devils | 0 – 50 (a tavolino) referto | Kronborg Knights | Arena Holbæk |

#### 2ª giornata
| Copenaghen 17 aprile 2016, ore 14:00 | Ørestaden Spartans | 12 – 0 referto | Søllerød Gold Diggers U21 | Boldfælleden |

| Herning 17 aprile 2016, ore 14:00 | Herning Hawks | 0 – 38 referto | Odense Thrashers | Herning Atletikstadion |

#### 3ª giornata
| Nærum 23 aprile 2016, ore 14:00 | Søllerød Gold Diggers U21 | 0 – 28 referto | Frederikssund Oaks | Rundforbi Stadion |

| Sønderborg 24 aprile 2016, ore 14:00 | Sønderborg Sergeants | 43 – 8 referto | Herning Hawks | Sønderborg Stadion |

| Holbæk 24 aprile 2016, ore 14:00 | Holbæk Red Devils | 0 – 50 (a tavolino) referto | Ørestaden Spartans | Arena Holbæk |

#### 4ª giornata
| Holbæk 30 aprile 2016, ore 14:00 | Holbæk Red Devils | 0 – 50 (a tavolino) referto | Herning Hawks | Arena Holbæk |

| Odense 30 aprile 2016, ore 14:00 | Odense Thrashers | 24 – 10 referto | Kronborg Knights | Bolbroparken |

#### 5ª giornata
| Copenaghen 5 maggio 2016, ore 14:00 | Ørestaden Spartans | 16 – 34 referto | Odense Thrashers | Boldfælleden |

| Nærum 7 maggio 2016, ore 14:00 | Søllerød Gold Diggers U21 | 48 – 0 referto | Sønderborg Sergeants | Rundforbi Stadion |

| Frederikssund 8 maggio 2016, ore 14:00 | Frederikssund Oaks | 32 – 14 referto | Kronborg Knights | Ådalens Skole |

#### 6ª giornata
| Sønderborg 14 maggio 2016, ore 14:00 | Sønderborg Sergeants | 16 – 0 referto | Herning Hawks | Sønderskov skolen |

| Helsingør 14 maggio 2016, ore 14:00 | Kronborg Knights | 20 – 22 referto | Odense Thrashers | Knights Stadion |

#### 7ª giornata
| Frederikssund 21 maggio 2016, ore 17:00 | Frederikssund Oaks | 50 – 0 (a tavolino) referto | Holbæk Red Devils | Ådalens Skole |

| Nærum 22 maggio 2016, ore 14:00 | Søllerød Gold Diggers U21 | 27 – 28 referto | Ørestaden Spartans | Rundforbi Stadion |

#### 8ª giornata
| Nærum 29 maggio 2016, ore 10:00 | Søllerød Gold Diggers U21 | 40 – 28 referto | Kronborg Knights | Rundforbi Stadion |

| Odense 29 maggio 2016, ore 15:00 | Odense Thrashers | 44 – 8 referto | Sønderborg Sergeants | Bolbroparken |

#### 9ª giornata
| Herning 4 giugno 2016, ore 14:00 | Herning Hawks | 19 – 22 referto | Søllerød Gold Diggers U21 | Herning Atletikstadion |

| Helsingør 4 giugno 2016, ore 14:00 | Kronborg Knights | 21 – 41 referto | Ørestaden Spartans | Knights Stadion |

| Holbæk 5 giugno 2016, ore 14:00 | Holbæk Red Devils | 0 – 50 (a tavolino) referto | Frederikssund Oaks | Arena Holbæk |

#### 10ª giornata
| Odense 11 giugno 2016, ore 14:00 | Odense Thrashers | 50 – 0 (a tavolino) referto | Herning Hawks | Bolbroparken |

| Sønderborg 11 giugno 2016, ore 14:00 | Sønderborg Sergeants | 50 – 0 (a tavolino) referto | Holbæk Red Devils | Sønderskov skolen |

| Copenaghen 12 giugno 2016, ore 14:00 | Ørestaden Spartans | 0 – 32 referto | Frederikssund Oaks | Boldfælleden |

#### 11ª giornata
| Odense 18 giugno 2016, ore 14:00 | Odense Thrashers | 34 – 12 referto | Sønderborg Sergeants | Bolbroparken |

| Copenaghen 19 giugno 2016, ore 14:00 | Ørestaden Spartans | 50 – 0 (a tavolino) referto | Holbæk Red Devils | Boldfælleden |

#### 12ª giornata
| Herning 25 giugno 2016, ore 14:00 | Herning Hawks | 6 – 21 referto | Frederikssund Oaks | Herning Atletikstadion |

| Helsingør 26 giugno 2016, ore 14:00 | Kronborg Knights | 32 – 0 referto | Søllerød Gold Diggers U21 | Knights Stadion |

#### 13ª giornata
| Odense 13 agosto 2016, ore 14:00 | Odense Thrashers | 50 – 0 (a tavolino) referto | Holbæk Red Devils | Bolbroparken |

| Herning 14 agosto 2016, ore 14:00 | Herning Hawks | 0 – 36 referto | Sønderborg Sergeants | Herning Atletikstadion |

#### 14ª giornata
| Herning 20 agosto 2016, ore 14:00 | Herning Hawks | 0 – 41 referto | Odense Thrashers | Herning Atletikstadion |

| Hvidovre 21 agosto 2016, ore 14:00 | Ørestaden Spartans | 14 – 21 referto | Kronborg Knights | Avedøre Gymnasium |

| Frederikssund 21 agosto 2016, ore 14:00 | Frederikssund Oaks | 42 – 6 referto | Søllerød Gold Diggers U21 | Ådalens Skole |

#### 15ª giornata
| Sønderborg 27 agosto 2016, ore 19:00 | Sønderborg Sergeants | 10 – 9 referto | Ørestaden Spartans | Sønderskov skolen |

| Helsingør 28 agosto 2016, ore 14:00 | Kronborg Knights | 12 – 6 referto | Frederikssund Oaks | Knights Stadion |

| Holbæk 28 agosto 2016, ore 19:00 | Holbæk Red Devils | 0 – 50 (a tavolino) referto | Søllerød Gold Diggers U21 | Arena Holbæk |

#### 16ª giornata
| Nærum 3 settembre 2016, ore 14:00 | Søllerød Gold Diggers U21 | 50 – 0 (a tavolino) referto | Herning Hawks | Rundforbi Stadion |

| Helsingør 3 settembre 2016, ore 14:00 | Kronborg Knights | 50 – 0 (a tavolino) referto | Holbæk Red Devils | Knights Stadion |

#### 17ª giornata
| Sønderborg 10 settembre 2016, ore 14:00 | Sønderborg Sergeants | 7 – 47 referto | Odense Thrashers | Sønderskov skolen |

| Frederikssund 10 settembre 2016, ore 14:00 | Frederikssund Oaks | 16 – 19 referto | Ørestaden Spartans | Ådalens Skole |

### Classifica
La classifica della regular season è la seguente:
- PCT = percentuale di vittorie, G = partite giocate, V = partite vinte,  P = partite perse, PF = punti fatti, PS = punti subiti

| Pos. | Squadra                   | PCT   | G  | V  | N | P  | PF  | PS  |
| ---- | ------------------------- | ----- | -- | -- | - | -- | --- | --- |
| 1    | Odense Thrashers          | 1.000 | 10 | 10 | 0 | 0  | 384 | 73  |
| 2    | Frederikssund Oaks        | .800  | 10 | 8  | 0 | 2  | 315 | 57  |
| 3    | Ørestaden Spartans        | .600  | 10 | 6  | 0 | 4  | 239 | 161 |
| 4    | Søllerød Gold Diggers U21 | .500  | 10 | 5  | 0 | 5  | 243 | 189 |
| 5    | Kronborg Knights          | .500  | 10 | 5  | 0 | 5  | 258 | 179 |
| 6    | Sønderborg Sergeants      | ..500 | 10 | 5  | 0 | 5  | 182 | 228 |
| 7    | Herning Hawks             | .100  | 10 | 1  | 0 | 9  | 83  | 317 |
| 8    | Holbæk Red Devils         | .000  | 10 | 0  | 0 | 10 | 0   | 500 |

## Semifinali
| Frederikssund 17 settembre 2016, ore 14:00 | Frederikssund Oaks | 7 – 6 referto | Ørestaden Spartans | Ådalens Skole |

| Odense 18 settembre 2016, ore 14:00 | Odense Thrashers | 22 – 8 referto | Kronborg Knights | Bolbroparken |

## Spareggi promozione
| Hvidovre 24 settembre 2016, ore 15:00 | Avedøre Monarchs | 6 – 46 referto | Odense Thrashers | Hvidovre Gymnasium |

| Svendborg 25 settembre 2016, ore 14:00 | Svendborg Admirals | 0 – 20 referto | Frederikssund Oaks | Admirals Field |